# Milica Gardašević
Milica Gardašević (serbisch-kyrillisch Милица Гардашевић; * 28. September 1998 in Novi Sad, Bundesrepublik Jugoslawien) ist eine serbische Leichtathletin, die sich auf den Weitsprung spezialisiert hat.

## Sportliche Laufbahn
Erste internationale Erfahrungen sammelte Milica Gardašević beim Europäischen Olympischen Jugendfestival in Utrecht 2013. Im Weitsprung belegte sie dabei den vierten Platz mit 5,91 m. 2015 vertrat sie Serbien bei der Team-Europameisterschaft (2. Liga) in Stara Sagora und erreichte dort den siebten Platz. Bei den U18-Weltmeisterschaften in Cali sprang sie mit 6,20 m im Finale auf den sechsten Platz. 2016 erfolgte die Teilnahme an den U20-Weltmeisterschaften im polnischen Bydgoszcz, bei denen sie mit 5,95 Metern den elften Platz belegte. Auch 2017 vertrat sie ihr Land bei der Team-Europameisterschaft (2. Liga) in Tel Aviv und erreichte dort mit 6,19 Metern erneut den siebten Rang. 2017 feierte sie mit dem Gewinn der Goldmedaille bei den U20-Europameisterschaften in Grosseto ihren bisher größten Erfolg. Im Jahr darauf qualifizierte sie sich erstmals für die Europameisterschaften in Berlin, bei denen sie mit 6,26 m in der Qualifikation ausschied, wie auch bei den Leichtathletik-Halleneuropameisterschaften 2019 in Glasgow mit 6,41 m. Anschließend gewann sie bei den U23-Europameisterschaften in Gävle mit einer Weite von 6,43 m die Bronzemedaille hinter der Französin Hilary Kpatcha und Petra Farkas aus Ungarn. 2020 gewann sie bei den Hallenmeisterschaften in Istanbul mit 6,38 m die Bronzemedaille und 2021 sicherte sie sich bei den Balkan-Meisterschaften in Smederevo mit 6,61 m die Silbermedaille. Im September siegte sie dann mit 6,68 m beim Kip Keino Classic. Im Jahr darauf klassierte sie sich bei den Hallenweltmeisterschaften in Belgrad mit 6,59 m auf dem neunten Platz. Anfang Juni siegte sie mit 6,81 m beim Memoriał Janusza Kusocińskiego und gewann anschließend auch bei den Mittelmeerspielen in Oran mit 6,67 m die Goldmedaille. Im Juni schied sie dann bei den Weltmeisterschaften in Eugene ohne einen gültigen Versuch in der Qualifikationsrunde aus. Im August siegte sie mit 6,83 m beim Gyulai István Memorial und anschließend belegte sie bei den Europameisterschaften in München mit 6,52 m den siebten Platz und siegte dann mit 6,78 m beim 58. Palio Città della Quercia.
2023 schied sie bei den Halleneuropameisterschaften in Istanbul mit 6,51 m in der Qualifikationsrunde aus. Im Mai siegte sie mit 6,74 m bei der Filothei Women Gala sowie mit 6,69 m bei der Papaflessia. Im Juni wurde sie bei der 2. Liga der Team-Europameisterschaft im Zuge der Europaspiele in Chorzów mit 6,82 m Erste und sicherte sich damit ligenübergreifend die Goldmedaille. Anschließend siegte sie mit 6,80 m beim Gyulai István Memorial sowie mit 6,91 m bei den Balkan-Meisterschaften in Kraljevo. Daraufhin verpasste sie bei den Weltmeisterschaften in Budapest mit 6,51 m überraschend den Finaleinzug. Im Jahr darauf belegte sie bei den Hallenweltmeisterschaften in Glasgow mit 6,74 m den sechsten Platz und Ende April wurde sie bei der Suzhou Diamond League mit 6,52 m Dritte. Anschließend verpasste sie bei den Europameisterschaften in Rom mit 6,55 m den Finaleinzug. Im August schied sie bei den Olympischen Sommerspielen in Paris mit 6,48 m in der Vorrunde aus. 2025 siegte sie mit 6,47 m bei den Balkan-Hallenmeisterschaften in Belgrad, ehe sie bei den Halleneuropameisterschaften in Apeldoorn mit 6,75 m den vierten Platz belegte. Kurz darauf wurde sie bei den Hallenweltmeisterschaften in Nanjing mit 6,33 m 13.
In den Jahren 2017 und 2018 sowie von 2020 bis 2022 wurde Gardašević serbische Meisterin im Weitsprung im Freien sowie von 2016 bis 2018 und von 2023 bis 2025 auch in der Halle.